# Bużany (rejon brasławski)
Bużany (biał. Бужаны; ros. Бужаны) – wieś na Białorusi, w obwodzie witebskim, w rejonie brasławskim, w sielsowiecie Mieżany.

## Historia
W czasach zaborów folwark w granicach Imperium Rosyjskiego.
W dwudziestoleciu międzywojennym wieś leżała w Polsce, w województwie nowogródzkim (od 1926 w województwie wileńskim), w powiecie brasławskim, w gminie Brasław.
Według Powszechnego Spisu Ludności z 1921 roku wieś zamieszkiwało 199 osób, wszystkie były wyznania rzymskokatolickiego. Jednocześnie 25 mieszkańców zadeklarowało polską przynależność narodową, 22 białoruską a 152 litewska. Były tu 44 budynki mieszkalne. W 1931 w 43 domach zamieszkiwało 240 osób.
Miejscowość należała do parafii rzymskokatolickiej w Brasławiu. Podlegała pod Sąd Grodzki w Brasławiu i Okręgowy w Wilnie; właściwy urząd pocztowy mieścił się w Brasławiu.